# Berlin Adler

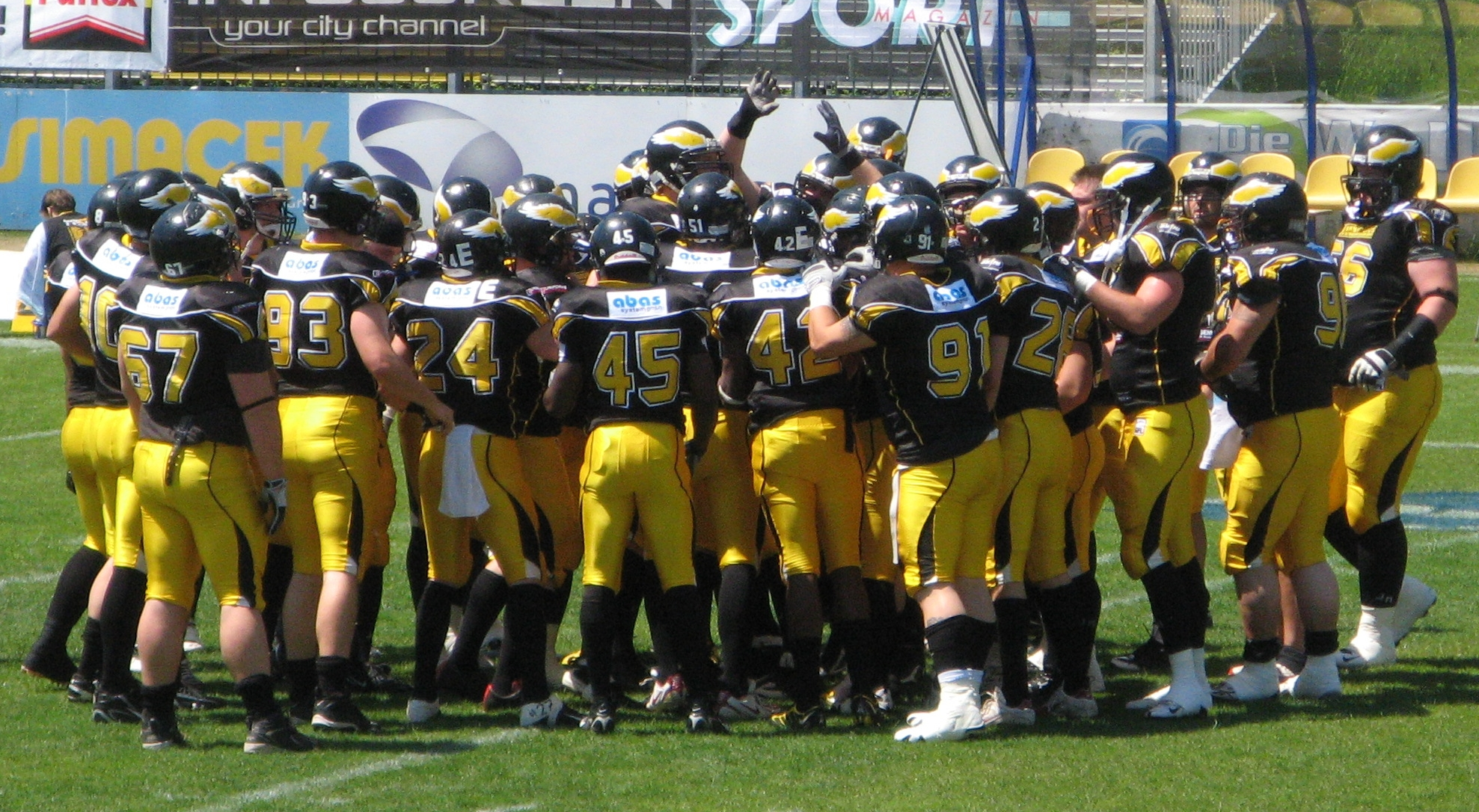
Jugadores de Berlín Adler en el Eurobowl de 2010.

Berlin Adler (equivalente a Águilas de Berlín en español) es un equipo de fútbol americano de Berlín (Alemania).

## Historia

#### Fundación
El club se formó como el segundo club de fútbol americano en Berlín el 12 de febrero de 1979, entonces bajo el nombre de Berliner Bären (Inglés: Osos de Berlín). Poco después de su formación, el club se unió a los Bates de Berlín, aumentando sustancialmente el número de miembros del club. En los primeros días, todo el entrenamiento se llevaba a cabo en las instalaciones del ejército de los EE. UU. Y era supervisado por soldados estadounidenses estacionados en Berlín.
En 1979, los Bears se convirtieron en miembros fundadores de la Bundesliga de fútbol americano, renombraron la German Football League en 1999, junto con el Frankfurter Löwen, Düsseldorf Panther, Ansbach Grizzlies, Munich Cowboys y Bremerhaven Seahawks.
El Adler comenzó a mejorar en 1983, clasificándose para los play-offs por primera vez. Se formó un departamento juvenil y el equipo cambió de clubes-madre, y se unieron al BSC Rehberge, para obtener un lugar de residencia permanente. Los Adler se mudaron al Radrennstadion Schöneberg en 1986 como su tierra natal y obtuvieron su primer título alemán el año siguiente. Después de permanecer invicto durante toda la temporada en 1987, el equipo derrotó a Badener Greifs en el German Bowl, celebrado frente a una multitud de 14.800 personas en Mommsenstadion en Berlín.
La primera entrada del equipo en el EFL en 1988 terminó en las semifinales, perdiendo por poco ante los Amsterdam Crusaders pero, en 1989, el club volvió al éxito, ganando su segundo German Bowl, otra vez invicto durante toda la temporada, contra los Red Barons Cologne.

#### Dominio
El Adler se convirtió en un equipo dominante en Alemania, logrando una racha de 966 días invicto, que solo se detuvo en un partido de liga contra los Cologne Crocodiles en 1991. Antes y después, los Adler derrotaron a los cocodrilos en el German Bowl en 1990 y 1991. En la competición europea, el club alcanzó las semifinales en 1990 y la final en 1991, una vez más perdiendo contra los Amsterdam Crusaders.
Después de tres títulos en serie desde 1989 hasta 1991, el Adler disminuyó un poco, pero se mantuvo como un equipo fuerte, llegando a las semifinales en cada una de las siguientes cuatro temporadas. En 1994, el club hizo su quinta aparición en el German Bowl, pero perdió por primera vez contra el Düsseldorf Panther. En 1995, el club todavía tenía una temporada fuerte, pero declinó marcadamente después de eso.

#### Declive
La temporada de 1996 vio al Adler en la posición poco familiar de tener que combatir el descenso y estar preocupado por problemas financieros. Fue sexto y último en su división y tuvo que participar en la ronda de descenso. El equipo aseguró la supervivencia allí en dos juegos contra el rival local Berlin Rebels. La temporada siguiente empeoró, el Adler no pudo ganar un partido de liga en toda la temporada, tuvo que jugar nuevamente en la ronda de descenso y, después de ganar el primer juego contra los Dolphins Paderborn, perdió el segundo y quedó relegado a la 2.ª Bundesliga.

#### Recuperación
El club pasó las siguientes cuatro temporadas en el segundo nivel del fútbol alemán, reconstruyendo lentamente. Pasó de su antiguo terreno al Friedrich-Ludwig-Jahn-Sportpark y, en 2001, logró ganar su división, lo que le permitió al equipo participar en la ronda de promoción. Después de jugar y perder contra los Kiel Baltic Hurricanes, la promoción fue aparentemente extrañada, pero la retirada del Düsseldorf Panther del GFL abrió un puesto en la liga para el Adler y el equipo volvió al nivel más alto para 2002. [8]
Berlín, mientras tanto, había adquirido un equipo de la NFL Europa en 1999, el Berlin Thunder, un club que duró hasta 2007, cuando la liga se retiró.

#### Regresar al éxito
El Berlin Adler en el Eurobowl XXIV en 2010.
El Adler una vez más se convirtió en un equipo exitoso en la Liga Alemana de Fútbol, alcanzando las semifinales en sus primeras dos temporadas allí. En 2004, el equipo puso fin a la sequía de títulos de 13 años de los clubes, derrotando a Braunschweig Lions en un German Bowl de baja puntuación.
Después de esto, el club experimentó dos temporadas de escasez, fue noqueado en los cuartos de final en 2005 y tuvo que jugar contra el descenso en 2006, pero evitó con éxito la ronda de descenso al final.
El equipo no disminuyó aún más, como lo hizo en la década de 1990, sino que llegó a las semifinales en 2007 y 2008. En 2007, el equipo perdió por poco ante los Scorpions de Stuttgart, en 2008 perdió ante los Kiel Baltic Hurricanes, un equipo se iba a reunir en los siguientes dos German Bowls. En Europa, el Berlín Adler ganó la Copa EFAF, una competición de segundo nivel, contra las Panteras de Parma de Italia, el primer título internacional de clubes.
En 2009, el Adler tuvo otra temporada exitosa, perdiendo solo un juego de liga y avanzando a su séptimo German Bowl, ganando su sexto título nacional al derrotar a los Kiel Baltic Hurricanes 28-21. La temporada 2010 vio una repetición de esta final, pero esta vez Kiel fue el lado más fuerte y ganó su primer título nacional. El Adler sin embargo logró su segundo éxito europeo, finalmente ganando el Eurobowl por primera vez.
Cuatro años después repetiría el éxito al vencer a Yorker Lions por 20-17.

## Palmarés
- Liga alemana: 6 campeonatos (1987, 1989, 1990, 1991, 2004 y 2009).
- Copa de la EFAF: 1 campeonato (2008).
- Liga Europea de Fútbol Americano: 2 campeonato (2010 y 2014) y 1 subcampeonato (1991).